# Фрэнсис, Джейвон
Дже́йвон Фрэ́нсис (англ. Javon Francis; род. 14 декабря 1994, Булл-Бэй, Ямайка) — ямайский легкоатлет, специализирующийся в беге на 400 метров. Серебряный призёр Олимпийских игр 2016 года и чемпионата мира — 2013 в эстафете 4×400 метров. Двукратный чемпион Ямайки.

## Биография
Начал бегать в начальной школе. Первые годы его дистанцией была стометровка, затем он переключился на 200 и 400. В школе St Benedict’s Primary School параллельно занимался футболом, но в спринте был настоящей звездой. Неудивительно, что им очень скоро заинтересовались в Calabar High School, одном из сильнейших учебных заведений на Ямайке в плане лёгкой атлетики. После недолгих уговоров Джейвон принял предложение о переходе.
Его результаты продолжали расти. В 2012 году Фрэнсис принял участие в чемпионате мира среди юниоров, где бежал в финале бега на 400 метров. На чемпионате страны 2013 года занял второе место, после чего поехал на чемпионат мира. Несмотря на 19-летний возраст, Джейвона поставили на заключительный этап эстафеты 4×400 метров, и он оправдал возложенные ожидания. Приняв эстафетную палочку пятым, он вытащил сборную Ямайки на итоговое второе место (свой этап Джейвон пробежал за 44,00).
В 2014-м году на чемпионате Ямайки среди школьников побил рекорд соревнований олимпийского чемпиона Усэйна Болта. 400 метров он преодолел за 45,00. По итогам сезона о нём всерьёз заговорили как о новой восходящей звезде ямайского спринта. Фрэнсис подписал контракт с Puma, а летом 2015 года стал профессионалом, перейдя в клуб AKAN.
Перед чемпионатом мира 2015 года не тренировался 4 недели из-за травмы паха, однако смог восстановиться и выдал ещё один быстрый заключительный этап в эстафете: на этот раз он промчался круг за 43,52, но этого оказалось недостаточно для медали (Ямайка финишировала четвёртой).
В 2016 году выиграл национальный отбор на дистанции 400 метров и поехал на Олимпийские игры. В Рио-де-Жанейро дошёл до полуфинала в личном виде, а в эстафете снова принёс команде медаль. Уйдя на дистанцию четвёртым, Джейвон пробежал этап за 43,78 и финишировал вторым.
Прозвище Осёл дал ему футбольный тренер в St Benedict’s Primary School, сам же Джейвон после олимпийского серебра предложил называть его Конвейер (англ. Transporter).
Был знаменосцем сборной Ямайки на церемонии закрытия Олимпийских игр 2016 года.

## Основные результаты
| Год  | Турнир                       | Место проведения          | Дисциплина       | Место      | Результат |
| ---- | ---------------------------- | ------------------------- | ---------------- | ---------- | --------- |
| 2012 | Чемпионат мира среди юниоров | Барселона, Испания        | 400 м            | 9-е        | 47,57     |
| 2012 | Чемпионат мира среди юниоров | Барселона, Испания        | эстафета 4×400 м | 5-е        | 3.07,31   |
| 2013 | Чемпионат мира               | Москва, Россия            | 400 м            | 15-е (1/2) | 45,62     |
| 2013 | Чемпионат мира               | Москва, Россия            | эстафета 4×400 м | 2-е        | 2.59,88   |
| 2015 | Чемпионат мира по эстафетам  | Нассау, Багамские Острова | эстафета 4×400 м | 4-е        | 3.00,23   |
| 2015 | Чемпионат мира               | Пекин, Китай              | 400 м            | 12-е (1/2) | 44,77     |
| 2015 | Чемпионат мира               | Пекин, Китай              | эстафета 4×400 м | 4-е        | 2.58,51   |
| 2016 | Олимпийские игры             | Рио-де-Жанейро, Бразилия  | 400 м            | 12-е (1/2) | 44,96     |
| 2016 | Олимпийские игры             | Рио-де-Жанейро, Бразилия  | эстафета 4×400 м | 2-е        | 2.58,16   |
| 2017 | Чемпионат мира по эстафетам  | Нассау, Багамские Острова | эстафета 4×400 м | 4-е (заб.) | 3.03,52   |
| 2018 | Чемпионат мира в помещении   | Бирмингем, Великобритания | 400 м            | 10-е (1/2) | 46,73     |